# Upton House
Upton House est une maison et un musée situé dans le Warwickshire, ancienne propriété de Walter Samuel (2e vicomte Bearsted) et actuellement celle du National Trust.

## Histoire
La plus ancienne mention de la propriété d'Upton remonte au XIIe siècle, sous le règne de Richard Cœur de Lion. Elle appartient alors à la famille Arden qui fait don d'une partie des terres au chapitre de chanoines du Saint-Sépulcre de Warwick. En 1452 et dans les années suivantes, un manoir est construit sur place, dont les fondations se trouvent sous la maison actuelle. En 1695, il est la propriété de Sir Rushout Cullen qui le fait agrandir par les deux ailes actuelles. À sa mort, il est acheté par William Bumstead qui fait modifier le bâtiment en ajoutant le fronton rompu sur la façade nord et la porte principale. En 1757, il est vendu au banquier Sir Francis Child puis entre dans les possessions des comtes de Jersey qui ne résident presque pas sur place et ne modifient pas le bâtiment. En 1894, il est vendu à Andrew Motion qui le cède finalement à Walter Samuel (2e vicomte Bearsted) en 1927 pour en faire une résidence de chasse. 
Ce dernier tient sa fortune de son père Marcus Samuel, 1er vicomte Birstead et fondateur de la compagnie Shell. Il fait réaliser d'importants travaux sur place par l'architecte Percy Morley Horder, remodelant largement la façade et les ouvertures. Il fait don de sa propriété et de ses collections d'art en 1948 au National Trust. 

### Architecture et jardins
Les jardins ont été dessinés par la paysagiste galloise Kitty Lloyd-Jones.

### Musée
Le vicomte Bearsted a conservé au sein de sa propriété l'ensemble de ses collections d'œuvres d'art. Celles-ci sont principalement composées de peintures, de porcelaines et d'arts décoratifs. Cette collection de peintures contient des œuvres principalement flamandes et hollandaises (L'Adoration des mages par un suiveur de Jérôme Bosch, Pieter Jansz Saenredam), anglaises (William Hogarth, Thomas Gainsborough, George Stubbs) mais aussi El Greco et Jean Fouquet (avec un feuillet du Livre d'heures d'Étienne Chevalier).